# Sint-Jozef (Eeklo)
Sint-Jozef is een wijk in de Belgische stad Eeklo. De wijk ligt aan de rand van de stad, vlak bij de ring (R43). De wijk heeft ook zijn eigen kerk. 
In deze wijk bevinden zich veel sociale woningen. Ook zijn er twee lagere scholen: de Sint-Jozefbasisschool en Droomschip. Sinds 2017 is hier ook het nieuwe fusieziekenhuis van AZ Alma geopend.